# Flugtechnische Arbeitsgemeinschaft
Flugtechnische Arbeitsgemeinschaft (FAG) war der vereinheitlichte Name der Fliegergruppen an den deutschen Ingenieurschulen von 1934 bis 1945. Die FAGs boten den Studierenden die Möglichkeit, Flugzeuge zu entwerfen, zu bauen und zu fliegen.
Die FAGs wurden ebenso wie die Flugtechnischen Fachgruppen (FFG) der Technischen Hochschulen von der Deutschen Versuchsanstalt für Luftfahrt (DVL) betreut. Dies bedeutete bei reichlicher Finanzierung eine weitgehende Freiheit von politischer Indoktrination.
Flugtechnische Arbeitsgemeinschaften an Ingenieurschulen:
- FAG Berlin (kurz: FAB; 1936–1945[3]) – Ingenieurschule Beuth der Reichshauptstadt, Berlin
- FAG Bremen (1935–1945[3]) – Staatliche Ingenieurschule Bremen
- FAG Chemnitz (1927–1945[3]) – Staatliche Akademie für Technik, Chemnitz
- FAG Darmstadt (Vorläufer der FAG Thorn; 1938–1939[3]) – Staatliche Ingenieurschule Darmstadt
- FAG Essen (–1939)[3]
- FAG Esslingen (1927–1945[3]) – Staatliche Ingenieurschule Esslingen
- FAG Friedberg (1937–1940)[3] – Staatliche Ingenieurschule Friedberg
- FAG Hamburg (–1945[3]) – Ingenieurschule der Hansestadt Hamburg
- FAG Kiel (–1939)[3]
- FAG Konstanz (1940–1945[3]) – Staatliche Ingenieurschule Konstanz
- FAG Magdeburg (–1945[3]) – Staatliche Ingenieurschule Magdeburg
- FAG Stettin (Testaflieg; 1930–1945[3]) – Staatliche Ingenieurschule Stettin (mit Pommernland erfolgreich beim Rhön-Segelflugwettbewerb 1932)
- FAG Thorn (1940–1945[3]) – Ingenieurschule für Luftfahrttechnik, Thorn
- FAG Wismar (1941–1945[3]) – Ingenieurschule der Seestadt Wismar

Wie die untenstehenden Links zeigen, wird die Bezeichnung Flugtechnische Arbeitsgemeinschaft auch heute für die Fliegergruppen einiger Fachhochschulen gebraucht – und auch von Luftsport-Vereinen ohne Hochschulbezug.